# Prachya Pinkaew
Prachya Pinkaew (tiếng Thái: ปรัชญา ปิ่นแก้ว, sinh ngày 2 tháng 9 năm 1962) là một nam đạo diễn, nhà biên kịch kiêm nhà sản xuất điện ảnh người Thái Lan. Khởi đầu sự nghiệp điện ảnh từ năm 1992, những tác phẩm của ông luôn mang đậm phong cách nghệ thuật thị giác cao và rõ nét. Các tác phẩm của ông cho đến nay vẫn còn được nhiều người biết đến, trong đó phải kể đến như Người bảo vệ, Truy tìm tượng Phật và Cô gái Socola, chính những tác phẩm này đã giúp tên tuổi của hai ngôi sao võ thuật là Tony Jaa và Jeeja Yanin lừng danh vang dội. 

## Danh sách phim
Dưới đây là danh sách các bộ phim của Prachya Pinkaew:

### Đạo diễn
- The Magic Shoes (Rawng tah laep plaep) (1992)
- Dark Side Romance (Goet iik thii tawng mii theu) (1995)
- Ong-Bak: Muay Thai Warrior (2003)
- Tom-Yum-Goong (2005)
- Chocolate (2008)
- Elephant White (2011)
- The Kick (2011)[2]
- Tom Yum Goong 2 (2013)[3]
- Look Thung Signature (2016)
- Sisters (2019)

### Sản xuất
- Pop Weed Sayong (Body Jumper) (2001)
- 999-9999 (2002)
- Hoedown Showdown (2002)
- 7 pra-jan-barn (Heaven's Seven) (2002)
- Sayew (2003)
- The Unborn (2003)
- Fake (2003)
- Ong-Bak: Muay Thai Warrior (2003)
- Pisaj (2004)
- Born to Fight (Kerd ma lui) (2004)
- Cherm (Midnight My Love (2005)
- Tom-Yum-Goong (2005)
- Mercury Man (2006)
- Dynamite Warrior (2007)
- The Sperm (2007)
- Sick Nurses (2007)
- Opapatika (2007)
- The Love of Siam (2007)
- Ong Bak 2 (2008)
- Chocolate (2008)
- Power Kids (2009)

### Biên kịch
- Ong-Bak: Muay Thai Warrior (2003)
- Tom-Yum-Goong (2005)